# Carlos Lobatón
Carlos Augusto Lobatón Espejo (ur. 6 lutego 1980 w Limie) – peruwiański piłkarz występujący najczęściej na pozycji środkowego pomocnika, obecnie zawodnik Sportingu Cristal.
Jego brat Abel Lobatón także jest piłkarzem.

## Kariera klubowa
Lobatón profesjonalną karierę klubową rozpoczynał w zespole Sport Boys z siedzibą w mieście Callao. W jego barwach zadebiutował w peruwiańskiej Primera División w sezonie 2000 i szybko został podstawowym zawodnikiem ekipy. Nie wywalczył z nią jednak większych sukcesów i po dwóch latach odszedł do Estudiantes de Medicina, gdzie spędził pół roku, po czym został zawodnikiem najbardziej utytułowanego klubu w ojczyźnie – stołecznego Universitario de Deportes. Z drużyną tą wywalczył tytuł wicemistrza Peru w rozgrywkach 2002. Wiosną 2003 był graczem Uniónu Huaral.
W lipcu 2003 Lobatón podpisał umowę z zespołem Club Cienciano, gdzie odniósł największe sukcesy w karierze – jeszcze w tym samym roku zwyciężył w rozgrywkach Copa Sudamericana, pokonując w dwumeczu finałowym River Plate, natomiast rok później został triumfatorem kontynentalnego superpucharu – Recopa Sudamericana, tym razem po zwycięstwie nad Boce Juniors. Wygrał z Cienciano wiosenną fazę Apertura sezonu 2005, co nie zaowocowało jednak mistrzostwem kraju – tytuł wywalczył stołeczny Sporting Cristal, do którego Lobatón przeniósł się w połowie rozgrywek, dzięki czemu mógł świętować pierwsze mistrzostwo Peru w karierze. W Sportingu Cristal pełnił funkcję podstawowego piłkarza i wziął udział w kilku turniejach międzynarodowych, takich jak Copa Libertadores czy Copa Sudamericana, lecz w przeciwieństwie do pobytu w Cienciano nie potrafił zdobyć w nich większych osiągnięć.
| Sezon | Klub                      | Kraj | Rozgrywki        | Mecze | Bramki |
| ----- | ------------------------- | ---- | ---------------- | ----- | ------ |
| 2000  | Sport Boys                | Peru | Primera División | 24    | 5      |
| 2001  | Sport Boys                | Peru | Primera División | 29    | 3      |
| 2002  | Estudiantes de Medicina   | Peru | Primera División | 13    | 4      |
| 2002  | Universitario de Deportes | Peru | Primera División | 9     | 2      |
| 2003  | Unión Huaral              | Peru | Primera División | 17    | 1      |
| 2003  | Club Cienciano            | Peru | Primera División | 10    | 2      |
| 2004  | Club Cienciano            | Peru | Primera División | 40    | 10     |
| 2005  | Club Cienciano            | Peru | Primera División | 13    | 0      |
| 2005  | Sporting Cristal          | Peru | Primera División | 18    | 2      |
| 2006  | Sporting Cristal          | Peru | Primera División | 32    | 5      |
| 2007  | Sporting Cristal          | Peru | Primera División | 35    | 5      |
| 2008  | Sporting Cristal          | Peru | Primera División | 47    | 13     |
| 2009  | Sporting Cristal          | Peru | Primera División | 40    | 8      |
| 2010  | Sporting Cristal          | Peru | Primera División | 34    | 3      |
| 2011  | Sporting Cristal          | Peru | Primera División | 25    | 2      |
| 2012  | Sporting Cristal          | Peru | Primera División |       |        |

## Kariera reprezentacyjna
W seniorskiej reprezentacji Peru Lobatón zadebiutował 22 maja 2005 w wygranym 1:0 meczu towarzyskim z Japonią. Ma za sobą występy w eliminacjach do Mistrzostw Świata 2010, na które jego kadra ostatecznie się nie zakwalifikowała. W 2011 roku został powołany przez selekcjonera Sergio Markariána na rozgrywany w Argentynie turniej Copa América, gdzie wystąpił we wszystkich sześciu spotkaniach, a 16 lipca w wygranym 2:0 po dogrywce meczu ćwierćfinałowym z Kolumbią strzelił pierwszego gola w reprezentacji. Ostatecznie Peruwiańczycy zajęli trzecie miejsce w tych rozgrywkach.